# Dorothée tambour battant
Tournées par Dorothée
Dorothée au pays des chansons Pour faire une chanson
Dorothée tambour battant est un spectacle musical interprété par l'animatrice et chanteuse française Dorothée.
Pour sa deuxième comédie musicale, construite autour des plus grandes chansons traditionnelles françaises, Dorothée est de retour à l'Olympia pour la seconde année.
Comme pour le premier spectacle, les "Récréamis" (animateurs-chanteurs des émissions Récré A2 et Discopuce) accompagnent Dorothée sur scène.
Dorothée tambour battant s'est joué à l'Olympia de Paris du 9 au 20 avril 1982 ainsi qu'en tournée en France en décembre 1981 et mai 1982.
Devant le succès de cette comédie musicale, une seconde version quasiment identique et nommée Au royaume de Diguedondaine est présentée au Palais des sports de Lyon en décembre 1982, puis sous la tour Eiffel à partir du 30 décembre 1982.

## Synopsis
La comédie musicale se déroule dans un pays, qui ne s'appelle pas encore Diguedondaine ... Le prince Alain est amoureux de la belle princesse Isabelle, fille du Roi Pierre Dagobert. La veille de leur mariage, la diabolique sorcière Carabosse jette un terrible sort à la princesse qui la plonge dans un caveau de glace pour l'éternité... Arrive alors Dorothée qui décide de l'aider ! Pour réveiller la princesse il faudra réunir une plume d'alouette, 3 poils de furet et 3 jeunes tambours battants.

## Dorothée au royaume de Diguedondaine
Puis arrive enfin Diguedondaine ! 
Diguedondondaine devient un programme phare d'Antenne 2 durant les vacances de Noël 1982. La comédie musicale est reprise à la fin des vacances de Noël et présentée gratuitement sous la Tour Eiffel, dans le cadre de la "forêt enchantée" avec la mairie de Paris et Europe 1.
Ces deux spectacles, quasiment identiques, s'inspirent de l'émission Discopuce. Beaucoup de chansons traditionnelles françaises interprétées lors de cette comédie musicale seront présentes sur les nombreux albums du Jardin des chansons enregistrés par Dorothée et les animateurs de Récré A2.

## Informations
| Personnes sur scène                                                                                      |                             | |
| Interprète : - Dorothée Conception et dialogue : - Jean-François Porry - Michel Jourdan - Jacques Pessis | Musique : - Gérard Salesses | RecréAmis : - Jacky - Alain Chaufour - Jean Jacques Chardeau - Zabou Breitman - Ariane Carletti - Pierre Jacquemont - Isabelle Arrignon |

## Concerts
| Date                     | Salle   |
| ------------------------ | ------- |
| 9 avril au 20 avril 1982 | Olympia |